# Antoine Chrysostome Quatremère de Quincy
Antoine Chrysostome Quatremère de Quincy (født 21. oktober 1755 i Paris, død 8. december 1849 sammesteds) var en fransk
kunstforfatter. 
Som ivrig royalist førte Quatremère de Quincy under revolutionstiden, hvor han flere gange var medlem af lovgivende forsamlinger, en ret farefuld tilværelse. Efter over et års fangenskab under terrorregimet, undgik han i 1795 ved flugt dødsstraf som medstifter af opstanden mod Konventet. I 1796 var Quatremère de Quincy fører for den frugtesløse protest mod franskmændenes kunstrov i Italien og kunstværkernes overførelse til Paris. Han måtte atter flygte efter 18. fructidor 1797 og først efter 18. brumaire 1799 indtrådte rolige forhold for ham. Han blev i 1800 medlem af Seine-departementets råd, i 1803 medlem af Instituttet, i 1818 professor i fortidskundskab, var ved sin død sekretær ved Kunstakademiet. 
Quatremère de Quincy skrev: Dictionnaire de l'architecture (1786 ff., nyt oplag 1833), Jupiter olympien, ou l'art de la sculpture antique (1814), De l'imitation dans les beaux-arts (1823), Histoire de la vie et des ouvrages de Raphaël (1824, nyt oplag 1833), Monuments et ouvrages d'art antique restitués (1826), Vies des plus célèbres architectes (1830), Canova et ses ouvrages (1834), Historie de la vie et des ouvrages de Michel-Ange (1835), Lettres sur l'enlèvement des ouvrages de l'art antique à Athènes et à Rome (1836) med mere.